# Aliá e Yishuv durante a Primeira Guerra Mundial
Antes e durante a Primeira Guerra Mundial, a área da Palestina esteve sob controle do Império Otomano que, desde o final do século XIX, impunha severas exigências ao Yishuv. Com o fim da guerra, a Grã-Bretanha ocupou o território, seguido pelo estabelecimento do Mandato Britânico em 1922.

## História
Com a eclosão da Primeira Guerra Mundial, o regime cortou as linhas de abastecimento para a Palestina e causou uma grave escassez de alimentos. O corte nas linhas de abastecimento também provocou dificuldades econômicas e impediu a chegada de doações. Além desses problemas, o regime acumulou dificuldades adicionais, como impostos de guerra e o confisco de animais de trabalho, ferramentas e alimentos. Outras dificuldades, não relacionadas diretamente ao regime, surgiram na forma de um ataque de gafanhotos (que os colonos não estavam preparados para enfrentar), fome e pobreza agravadas pela cessação das doações, epidemias de tifo, fechamentos de bancos e inflação.
A atitude da administração otomana em relação aos judeus endurecia à medida em que sua situação na guerra se deteriorava, o que dificultava o funcionamento do Yishuv. Essa situação durou quase quatro anos. Primeiro, as autoridades otomanas cancelaram o regime de capitulação (imunidade aos cidadãos estrangeiros) e, como resultado, aqueles que imigravam de países aliados (incluindo a maioria dos olim originários da Rússia) passavam a ser considerados inimigos. Começou uma espécie de guerra entre as autoridades otomanas e o movimento sionista na região. As autoridades otomanas violaram os direitos de liberdade da população judaica, que perderam o direito de portar armas, obter selos do Fundo Nacional Judaico e escrever cartas em iídiche ou em hebraico. O aprendizado da língua turca se tornou obrigatório nas escolas da população judaica e a bandeira sionista foi proibida. O auge do atrito ocorreu quando as autoridades otomanas passaram a exigir que algumas pessoas se alistassem no exército turco ou que deixassem o país.
As autoridades otomanas fizeram uma série de deportações. Em 1915, coletaram pessoas que andavam pelas ruas de Tel Aviv e Jafa e as deportaram de navio para o Egito. Em 1917, com o avanço da frente britânica no sul do país, deportaram o restante da população judaica de Tel Aviv e Jafa, temendo que os judeus ajudassem os britânicos a assumir o controle do país. As autoridades otomanas também deportaram os líderes da população judaica na Terra de Israel — David Ben-Gurion e Yitzhak Ben-Zvi foram deportados, apesar da liderança sionista declarar oficialmente seu apoio ao Império Otomano.
A relação das autoridades evocou divisões de opiniões na liderança do Yishuv. Ben-Gurion, líder do partido trabalhista Poale Zion, defendia que o alistamento poderia atrair a simpatia dos turcos. Soldados judeus eram recrutados em comissões — batalhões de trabalho que realizavam trabalhos difíceis e degradantes. No final da guerra, o Yishuv reduziu de 84.000 pessoas para 56.000 e sofreu consideráveis dificuldades econômicas.

## Lidando com os problemas
Os judeus norte-americanos e até mesmo o governo dos Estados Unidos começaram a arrecadar fundos e alimentos que eram enviados de barco para ajudar a população judaica na Terra de Israel. Eles enfrentaram dois grandes problemas. Primeiro, eles precisavam de um acordo do presidente dos Estados Unidos para enviar a ajuda — esta foi a primeira vez em que o governo americano operou uma política pró-sionista. Segundo, eles precisavam do acordo dos otomanos para garantir que a comida e o dinheiro fossem repassados à população judaica. A autoridade otomana acabou concordando com a medida, em troca de cerca de uma parcela considerável da ajuda. Do carregamento de ajuda, 45% foram retidos pelos otomanos.
Os Estados Unidos e a Alemanha (que foi parceira da Turquia durante a guerra) pressionaram a Turquia contra a deportação da população judaica do país.
Três possibilidades surgiram para os colonos judeus:
- Naturalização: tornar-se cidadãos turcos com todas as responsabilidades que isso acarretava (principalmente o alistamento no exército e o pagamento de impostos).
- Colaboração com os britânicos: que ocorreu de forma oficial (por meio da Legião Judaica) e também de maneira clandestina (Nili).
- Fuga: principalmente para o Egito, que era o país mais próximo, com o intuito de retornar facilmente após a crise.

A posição da Organização Sionista Mundial ficou dividida. A maioria dos líderes sionistas apoiava e se identificava com a Alemanha — que poderia libertar os judeus russos da opressão do czar, e a Turquia, que era aliada da Alemanha durante a guerra, poderia mudar de ideia sobre a população judaica em Israel. Apoiar os Aliados da Primeira Guerra Mundial poderia dar uma razão para os otomanos eliminarem o assentamento judaico na Terra de Israel. Por outro lado, a identificação com a Alemanha durante a guerra poderia colocar em risco milhões de judeus na Rússia e na Polônia, e causar a perda do apoio dos Aliados quanto às demandas dos judeus em seus países. Devido a essas considerações, eventualmente foi decidido adotar uma política mais neutra. Essa posição exigia a mudança dos escritórios centrais da Organização Sionista Mundial em Berlim, mas como isso poderia ser interpretado pela Alemanha como uma traição, os escritórios permaneceram em Berlim e novos escritórios foram construídos na Dinamarca, que era um país neutro na guerra.
Chaim Weizmann e Zeev Jabotinsky apoiaram o ativismo político em vez do neutralismo. Eles acreditavam que o Império Otomano estava enfraquecido e que a Grã-Bretanha ocuparia a Terra de Israel e, portanto, investiram seus esforços em encontrar formas de colaborar com a Grã-Bretanha.  Jabotinsky se ofereceu para estabelecer unidades de combate judaicas que fariam parte do exército britânico. Em troca, eles reconheceriam o direito moral dos judeus de viver em Israel. Ao contrário de Jabotinsky, Weizmann solicitou uma declaração política sobre os direitos da população judaica em Israel, afirmando que os britânicos tinham interesse estratégico em ajudar a população judaica, a fim de controlar aquela área. Ele tentou despertar nos britânicos um sentimento de humanidade em relação ao sofrimento dos judeus. Em contraste com Jabotinsky, Weitzman tentou convencer a Grã-Bretanha pelas vantagens que os britânicos poderiam obter em ajudar os judeus. Eventualmente, o método de Weitzman funcionou, resultando na Declaração de Balfour, enquanto o método de Jabotinsky funcionou apenas parcialmente com o estabelecimento da Legião Judaica. A França, diferentemente da Grã-Bretanha, apoiou os cristãos do Líbano e não os judeus.
Uma grande coalizão de dezenas de ativistas dentro da terra de Israel decidiu ir contra a decisão da Organização Sionista Mundial de ser neutra e criou a organização clandestina Nili. Os líderes de Nili eram Aaron e Sarah Aaronsohn, Avshalom Feinberg e Yosef Lishansky. A resistência atuou na terra de Israel e na Síria entre 1915 e 1917. A interligação entre o Nili e a inteligência britânica ocorreu durante visitas de navios britânicos em Atlit, por meio de mensageiros no Egito e pombos-correio (quando precisavam enviar anúncios rapidamente). A Nili foi exposta em 1917, e as autoridades turcas iniciaram uma retaliação contra a rede clandestina e contra todo o assentamento judaico.